# Serviz
Serviz es una localidad española perteneciente al municipio de Barjas, en la provincia de León, comunidad autónoma de Castilla y León.

## Geografía

### Ubicación
| Noroeste: Moldes | Norte: Hermide | Noreste: San Fiz do Seo  |
| Oeste: Barjas    |                | Este: Villar de Corrales |
| Suroeste Güimil  | Sur: Güimil    | Sureste: Güimil          |

## Demografía
Evolución de la población
| Gráfica de evolución demográfica de Serviz entre 2000 y 2016       |
|                                                                    |
| Población de derecho (2000-2016) según el padrón municipal del INE |